# Babni Vrt
Babni Vrt je naselje v Mestni občini Kranj.